# Halaga, Khanapur
Halaga là một làng thuộc tehsil Khanapur, huyện Belgaum, bang Karnataka, Ấn Độ.